# Иван Данкоолу
Иван Данкоолу е български хайдутин, родом от село Розово.
Иван Данкоолу е роден през 1823 г. в Розово, но родът му бил от село Шипка. С хайдушка дейност започнал да се занимава около 1850 г., като е бил четник и в четата на Пеньо войвода. След време е ортак с Митю Джалазът от село Турия и Кърджил войвода. Бунтовната си дейност развива в Стара планина, Средна гора и Странджа в продължение на много години.
По време на Освободителната война от 1877 – 1878 г. Данкоолу подпомага руските войски при зимното им преминаване на Балкана. Доживял до Освобождението, старият войвода почива през 1921 г.